# One-Two-Two
Pour les articles homonymes, voir 122 (homonymie).
Le One-Two-Two (« Un Deux Deux » en anglais) était l'une des plus luxueuses et illustres maisons closes de Paris dans les années 1930 et 1940. Le nom était tiré de l'adresse, 122 (traduite en anglais, Un, deux, deux = One, two, two) rue de Provence dans le 8e arrondissement, tout proche du Printemps et du boulevard Haussmann. L'immeuble abrite par la suite le siège de la Fédération française de la tannerie-mégisserie.

## Origines
À l'origine, il s'agit d'un immeuble de trois étages, ancien hôtel particulier du prince Joachim Murat. Il est surélevé de quatre étages par Marcel Jamet en 1933 : au total, sept étages imposants aux volets blancs toujours clos.
Le One-Two-Two est ouvert en 1924 par Marcel Jamet et sa première femme, Fernande, qui se fait appeler Doriane, une ancienne prestataire de services du Chabanais. Par l'intermédiaire de son époux, Doriane se porte acquéreur du 122, rue de Provence. Celle-ci n'emploie au début que trois « essoreuses ».
Mme Doriane abandonne le One-Two-Two pour suivre un riche diplomate, en 1939. Elle est remplacée par Georgette Pélagie, dite Fabienne, une jeune femme devenue sous-maîtresse à l'âge de 21 ans. Marcel Jamet l'épouse en 1942 et, dans un Paris occupé où la population souffre de la faim, offre un festin hors norme pour 56 invités triés sur le volet, pour lesquels 34 magnums et 176 bouteilles de champagne sont consommés.

## Fonctionnement
L'établissement comporte 22 chambres décorées. Y travaillent de 40 à 65 femmes pour 300 clients par jour. Il est ouvert de 16 heures à 4 heures du matin. Les sous-maîtresses filtrent les hommes à l'entrée. Les filles de l'établissement doivent faire quatre passes par jour à 20 francs, hors pourboires, et deux le dimanche. Le lieu comprend également un bar, un réfectoire pour les filles et un cabinet médical.
Il travaille aussi avec un restaurant, le « Bœuf à la ficelle », du nom d'une recette de rôti de filet de bœuf trempé dans un bouillon de légumes et d'épices au bout d'une ficelle. Les serveuses ne portent que des escarpins à talons hauts et un camélia dans les cheveux. Les clients peuvent donc venir seulement pour dîner et se montrer. Puis prendre un café et fumer un cigare dans le salon Miami en discutant avec des filles sans l'obligation d'aller plus loin.

## Pendant l'Occupation
Durant l'Occupation allemande (1940-1944), pendant la Seconde Guerre mondiale, le One-Two-Two, à l'image du Chabanais, est le lieu de détente de « l'après-travail » de nombreux officiers de l'Armée allemande, qui viennent profiter des services des jeunes pensionnaires.
L'établissement ne connaît pas les tickets de rationnement. En effet, Otto Brandl, installé en France depuis septembre 1940 et un des responsables de l’Abwehr, règne sur le marché noir parisien et a sa table attitrée au One Two Two, de même que le capitaine Wilhelm Radecke.
Les maîtres des lieux s’appellent « monsieur Michel » (Mandel Szkolnikoff), le plus gros fournisseur des Allemands, ou « monsieur Joseph » (Joseph Joanovici, un ancien chiffonnier d’origine roumaine qui a statut de « Juif économiquement précieux »). Le très trouble « Joino », entre deux trafics avec les Allemands, arrose tout le beau monde qu’il peut arroser…, contre des faveurs. On y trouve aussi les membres de la Gestapo française, la « Carlingue » avec les hommes de Pierre Bonny et Henri Lafont.
À la Libération, Fabienne fait du commerce avec les Américains, des gens très bien eux aussi mais racistes : elle n’a pas bien aimé voir un des gars vouloir frapper une de ses filles parce que c’est une « négresse ».
Dans son livre La B.R.I du commandant Amiot - Histoire de la Brigade rouge internationale de Savoie, 1944, l'historien Robert Amoudruz rapporte que Leopold Martin, chef du groupe de résistants communistes savoyards, se rend avec des cadres du PCF au One-Two-Two. Leopold Martin refusa d'entrer dans ce lieu qu'il jugeait « décadent ». 
Le One-Two-Two ferme ses portes en 1946, lors de l'interdiction par la loi Marthe Richard des maisons closes en France.
Fabienne commente : « Un jour d’octobre 1946, le ciel devint très bas et pluvieux, les lumières s’éteignirent, les rires se cassèrent. Les jeunes femmes ne revinrent plus et pour la première fois au 122 rue de Provence, les volets s’ouvrirent ». L'immeuble est vendu 32 millions de francs au Syndicat des cuirs et peaux.

## Des hôtes de marque
C'est un lieu fréquenté par la haute société, où l'on se rend tant pour y être vu (certains hommes y allant uniquement pour dîner avec leur compagne) que pour goûter du charme de ses « pensionnaires ».
- Le maharadjah de Kapurthala et sa suite, dont un prince d'Afghanistan.
- L'Aga Khan, le roi des Belges Léopold III, Randolph Churchill.
- L'escroc Alexandre Stavisky.
- Michel Simon, Raimu, Fernandel, Tino Rossi, Sacha Guitry, Jean Gabin, Chaplin, Cary Grant, Humphrey Bogart et Katharine Hepburn, Mae West, Mistinguett, Marlene Dietrich, Édith Piaf, Suzy Solidor, Martine Carol.

## « Le voyage autour du monde »
Chaque chambre a ses femmes, mises en valeur sur des socles, avec des costumes et des éclairages adaptés. Les chambres sont décorées comme des décors de cinéma de toutes les époques et de nombreux pays du monde. Les initiés pratiquent « le voyage autour du monde », qui consiste à réaliser des figures inspirées par le Kamasutra, dans les chambres de différents pays, pour faire un tour du monde des plaisirs érotiques. Les principales chambres sont  :
- la cabine de paquebot transatlantique, avec décor mer, hublot, chaise transat ;
- la chambre corsaire, avec un lit à baldaquin qui tangue avec le roulis, le mât pour s'accrocher et des jets de paquets de mer à grands coups de seaux d'eau par des assistantes ;
- la cabine de l'Orient Express, avec le décor d'un compartiment du célèbre train avec la diffusion d'un enregistrement de train et en option l'irruption d'un contrôleur qui pouvait se joindre à l'action ;
- le grenier à foin, avec de la vraie paille ;
- la chambre igloo ;
- le tipi des indiens d'Amérique ;
- la chambre provençale ;
- la chambre champêtre ;
- la chambre égyptienne avec Cléopâtre ;
- la chambre romaine, ambiance d'orgie de triclinium ;
- la chambre grecque, à l'antique au milieu des colonnes ;
- la chambre Renaissance avec les courtisanes de François Ier ;
- les galeries des glaces, comme un petit Versailles avec d'immenses miroirs pivotants.

Les chambres des étages supérieurs sont consacrées aux plaisirs sado-masochistes. Comme le disait Fabienne Jamet : « Plus on allait vers le ciel, plus on se rapprochait de l'enfer » :
- la chambre de torture du Moyen Âge, avec carcans, chaînes et fouets ;
- la chambre des supplices avec mise en scène de crucifixion, où des menottes remplacent les clous pour attacher la victime à la croix.

### Filmographie
- One, Two, Two : 122, rue de Provence est un film français de Christian Gion sorti en 1978 et inspiré par le livre de Fabienne Jamet.
- 1918-1939 : Les Rêves brisés de l'entre-deux-guerres, docu-fiction de Jan Peter et Frédéric Goupil sorti en 2018. Le rôle de Marcel Jamet y est interprété par Robinson Stévenin.